# Fritz Bartz
Fritz Bartz (* 8. April 1908 in  Themar, Herzogtum Sachsen-Meiningen; † 21. Juni 1970 in Spreitenbach, Schweiz) war ein deutscher Geograf.

## Leben
Fritz Bartz war das einzige Kind von Rosa und Karl Bartz, einem Polizeibeamten. Nach dem Abitur 1926 in Berlin-Lichterfelde studierte er bis 1934 Geografie, Geologie, Biologie und Volkswirtschaft an den Universitäten in Berlin,  Wien, Kiel und Bonn. 1934 wurde er in Bonn, von Sven Hedin beeinflusst, mit einer Dissertation über das Tierleben Tibets promoviert. 1935 legte er das Staatsexamen für das Höhere Lehramt ab, worauf ein vierjähriger Aufenthalt als Reisender, Stipendiat und Dozent in den USA folgte.
Bei Kriegsausbruch 1939 befand er sich auf einer Forschungsreise durch Ostasien. Ab 1940 war er Soldat und Militärgeograf. Bereits 1941 mit einer Arbeit über die Fischgründe Nordamerikas habilitiert, war er zugleich 1941/42 wissenschaftlicher Assistent in Kiel und ab 1942 Privatdozent für Geografie in Freiburg i. Br. Nach Rückkehr aus Kriegsgefangenschaft 1946 erhielt er eine Dozentur in Kiel und wurde 1949 ordentlicher Professor für Wirtschaftsgeografie in Bonn, 1960 ordentlicher Professor für Geografie in Freiburg. 1970 starb Bartz 62-jährig an einem Asthmaleiden, das er sich in Alaska zugezogen hatte.
Bartz beschrieb wirtschafts-, siedlungs- und sozialgeografische Zusammenhänge von der Entwicklung urbaner Zentren bis zu den Strukturen der Hochseefischerei. Er hat „ein auch für einen Geografen ungewöhnlich großes wissenschaftliches Reiseprogramm bewältigt“ und „auf oft monatelangen beschwerlichen Fahrten“ alle Erdteile besucht, schrieb ein Biograf. Schwerpunktmäßig forschte und schrieb Bartz über Nordamerika und Asien. Seine umfangreichste Arbeit, „im Wettlauf mit dem ihm seit Jahren drohenden Tode“ geschrieben, wurde das dreibändige Werk Die großen Fischereiräume der Erde.
1949 heiratete er Ilse geb. Reese, die auch den aus dem Nachlass erschienenen dritten Band der Fischereiräume betreute. Die Ehe blieb kinderlos. Seine Ehefrau ist nicht zu verwechseln mit der Chemikerin Ilse Bartz, seit 1944 Ehefrau von Friedrich Georg Houtermans.

## Veröffentlichungen (Auswahl)
- Das Tierleben Tibets.  Dissertation, Bonn 1935 (= Wissenschaftliche Veröffentlichungen des Museums für Länderkunde Leipzig, NF 3 (1935), S. 118–176)
- Fischgründe und Fischereiwirtschaft an der Westküste Nordamerikas. Werdegang, Lebens- und Siedlungsformen eines jungen Wirtschaftsraumes. Habilitationsschrift, Kiel 1942 (= Schriften des Geographischen Instituts der Universität Kiel, Band 12)
- Alëuten. In: Zeitschrift der Gesellschaft für Erdkunde, Band 78 (1943), S. 198–219
- Alaska. Reihe Geographische Handbücher, Stuttgart 1950
- San Francisco - Oakland Metropolitan Area. Strukturwandlungen eines US-amerikanischen Großstadtkomplexes. Bonn 1954 (= Bonner Geographische Abhandlungen, Heft 13),  Digitalisat
- Fischer auf Ceylon. Ein Beitrag zur Wirtschafts- und Bevölkerungsgeographie des indischen Subkontinents, Bonn 1959 (= Bonner Geographische Abhandlungen Heft 27, Digitalisat)
- Die großen Fischereiräume der Erde. Versuch einer regionalen Darstellung der Fischereiwirtschaft der Erde, 3 Bände, Wiesbaden 1964–1974
- Die wirtschaftliche Bedeutung der Seefischerei. In: Handbuch der Seefischerei Nordeuropas, Band 10, Heft 9, Stuttgart 1958

## Ehrungen
- 1953 Silberne Carl-Ritter-Medaille der Gesellschaft für Erdkunde[5]

## Überlieferung
- Hauptstaatsarchiv Stuttgart, Bestand EA 3/150 Kultusministerium: Personalakten